# シュッタルナ1世
シュッタルナ1世（Shuttarna I）は、古代メソポタミア、ミタンニの王。

## 略歴
シュッタルナ1世はミタンニの王。シュッタルナ1世の名はアララハで発見された印に記録されている。
「キルタの息子」と書かれた碑文がこの王についての唯一の文献である。シュッタルナ1世は紀元前15世紀初頭に君臨していたと思われる。